# Peinture animalière

Piero di Cosimo.

La peinture animalière se caractérise par la représentation d'animaux : animaux de compagnie, animaux domestiques ou sauvages.

## Histoire
La représentation des animaux dans la peinture est particulièrement ancienne puisqu'on la retrouve dans les premières peintures de la Préhistoire (art rupestre et art pariétal) comme les grandes fresques murales de la grotte Chauvet, la grotte Cosquer et surtout, durant le Magdalénien, dans les grottes de Lascaux et d'Altamira. 
Durant l'Antiquité, dans l'Égypte antique on trouve de nombreuses représentation de figures d'animaux dont beaucoup avaient une signification religieuse (lion, hyène, chacal, chat, chien, chèvre, loups, bouquetin, oryx ainsi que des oiseaux et des poissons). 
Si les Phéniciens ont laissé très peu de peintures animalières, en revanche, les Étrusques représentaient assez souvent des animaux, surtout des chevaux, sur les amphores, les cratères ou les murs de salles funéraires (félins de la période orientalisante). Les Grecs ont également contribué à développer ce genre de peinture même si c'est plutôt dans la sculpture que l'art animalier s'est exprimé. Le goût pour les bêtes peintes apparaît aussi dans les mosaïques et les peintures de Pompéi.
La peinture de la Renaissance marqua un renouveau du style avec une volonté d'imiter la nature.

## Peintres animaliers
Il faut distinguer les peintres qui ont représenté des animaux dans leurs œuvres et ceux qui s'en sont fait une spécialité, que l'on nomme à ce titre « peintres animaliers », parmi lesquels on peut citer :
- Alexandre-François Desportes et Jean-Baptiste Oudry, deux peintres de chasses
- Carle Vernet, un peintre de chevaux
- Jacques Raymond Brascassat
- Pieter Boel, un peintre d'animaux sauvages et domestiqués
- Jean-Baptiste Berré, un peintre d'animaux sauvages et domestiqués
- Édouard Eveno
- Léon Huber, un peintre de chats
- Louis Godefroy Jadin, un peintre de chiens
- Charles Jacque, un peintre de moutons et de poules
- Philibert Léon Couturier, spécialiste des volailles
- Julius von Blaas, un peintre de chevaux
- Andrei Avinoff, un peintre de papillons
- Émile-Justin Merlot
- Louis de Monard
- Paulus Potter, peignit surtout des sujets bovins
- Roger Reboussin
- Nicolas Swertschkoff, peintre de chevaux et de chasses
- Thierry Bisch
- Rosa Bonheur
- Jean Théodore Susemihl
- Eugène Vermeulen, peintre de moutons, bovins et ânes
- Alfred Verwée
- Albert Demuyser, peintre de chevaux de course
- Bernard te Gempt
- Coutisson des Bordes
- Adrien Voisard-Margerie
- August Friedrich Schenck
- Maud Earl, peintre de chiens
- Bruno Liljefors

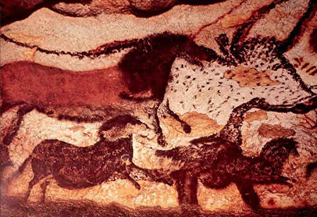
Peinture rupestre dans les Grottes de Lascaux.
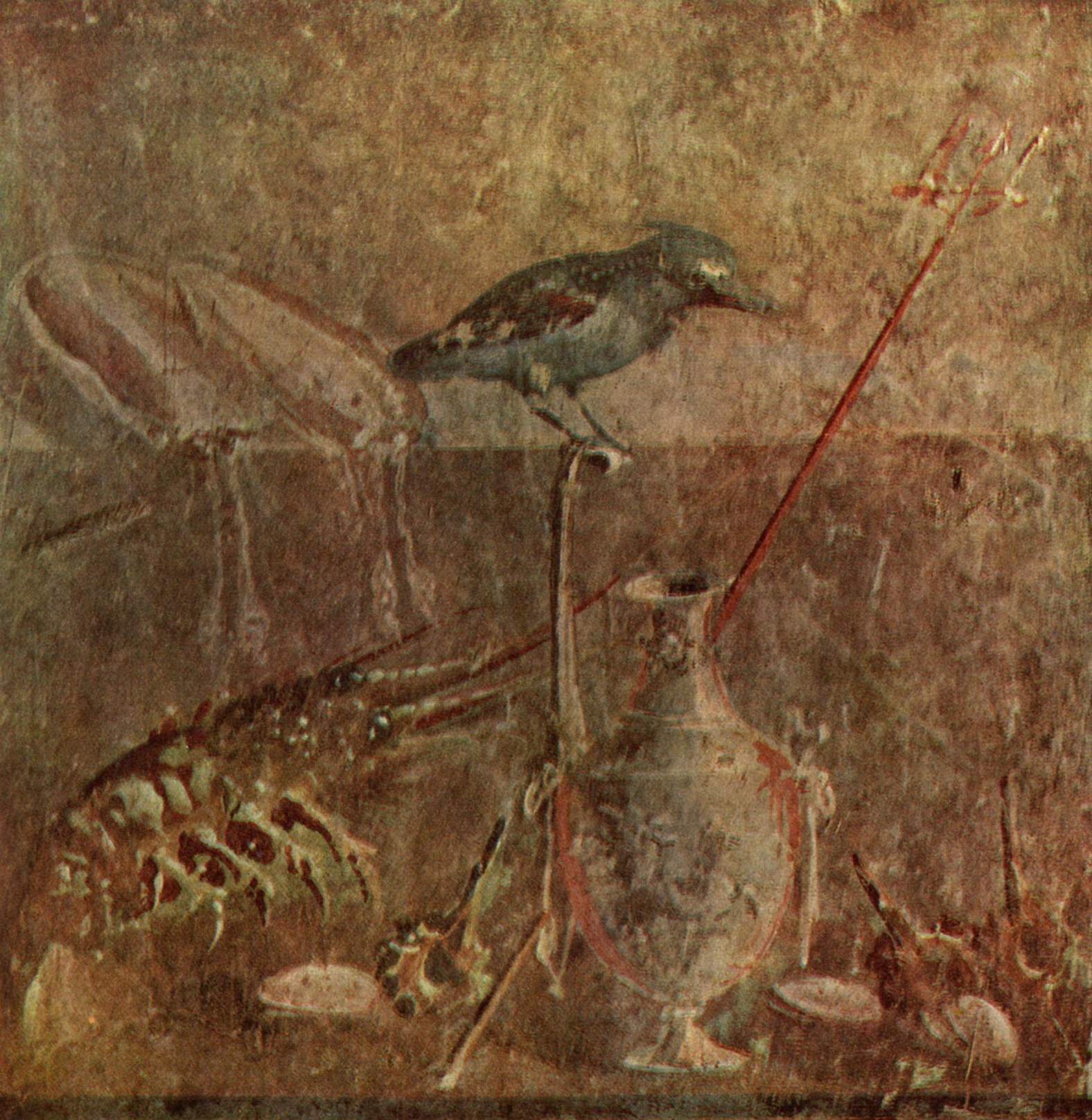
Fresque de Pompéi (Ier siècle av. J.-C..
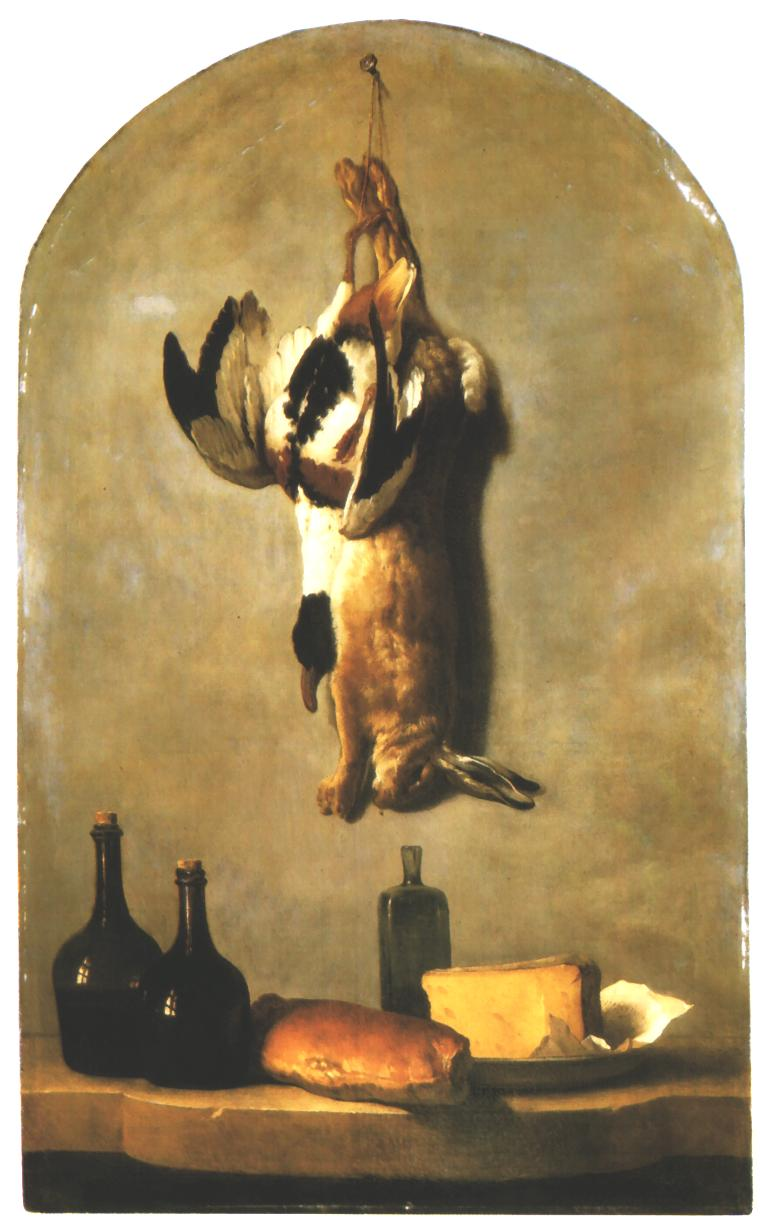
Nature morte Lièvre, Canard, Bouteilles, Pain et Fromages de Jean-Baptiste Oudry (1742).
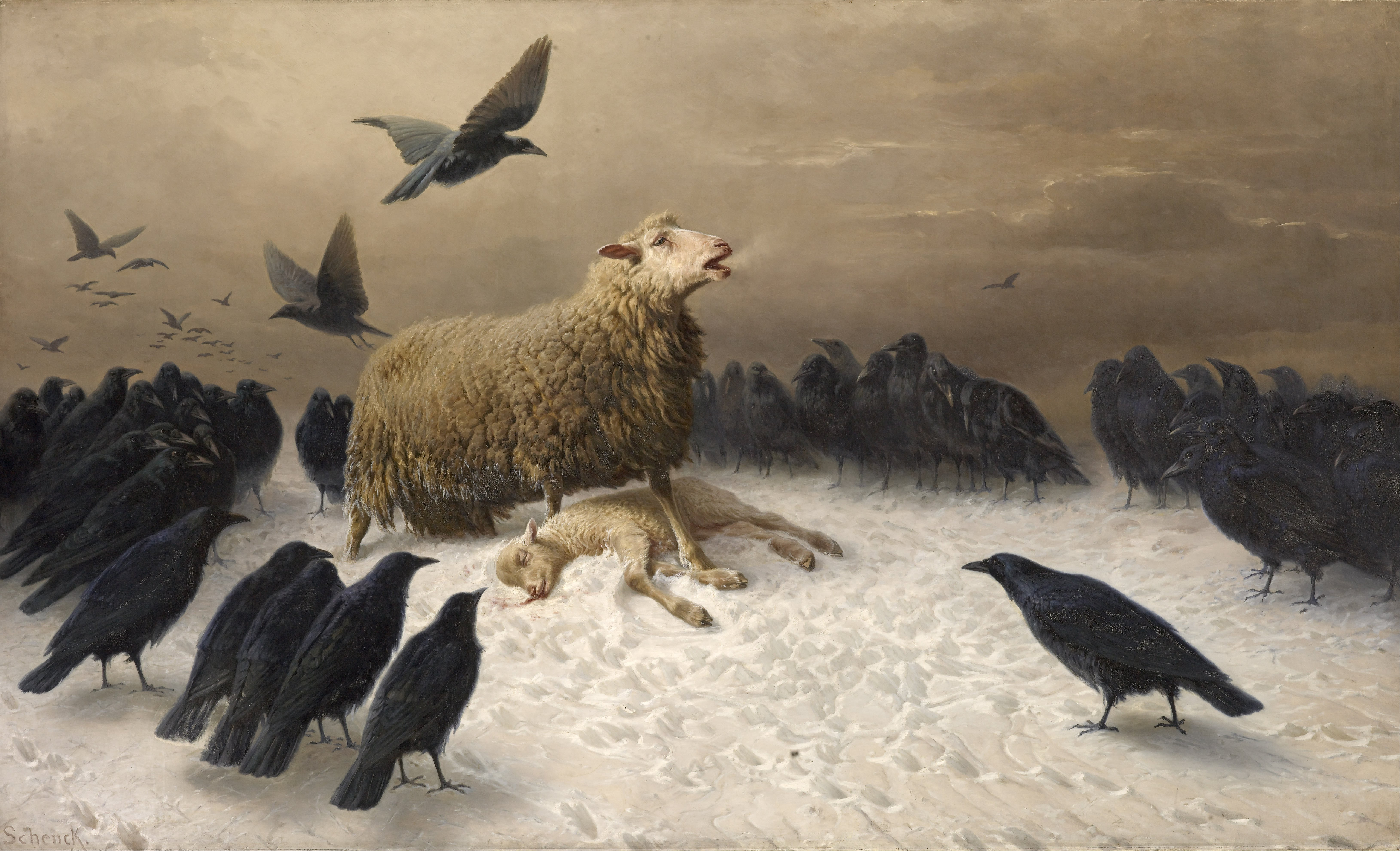
Angoisses de August Friedrich Schenck (1878)
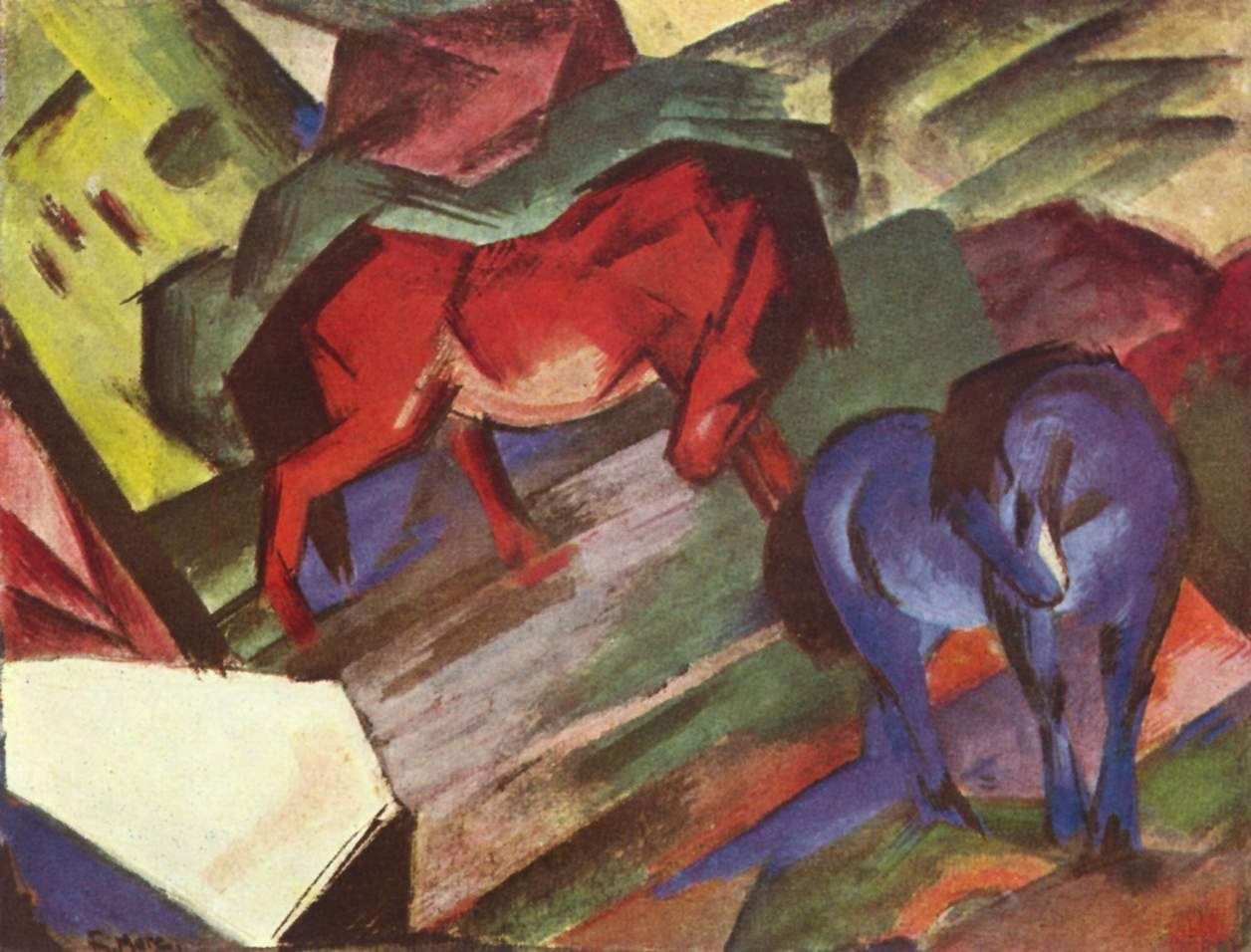
Cheval rouge et bleu de Franz Marc (1912).
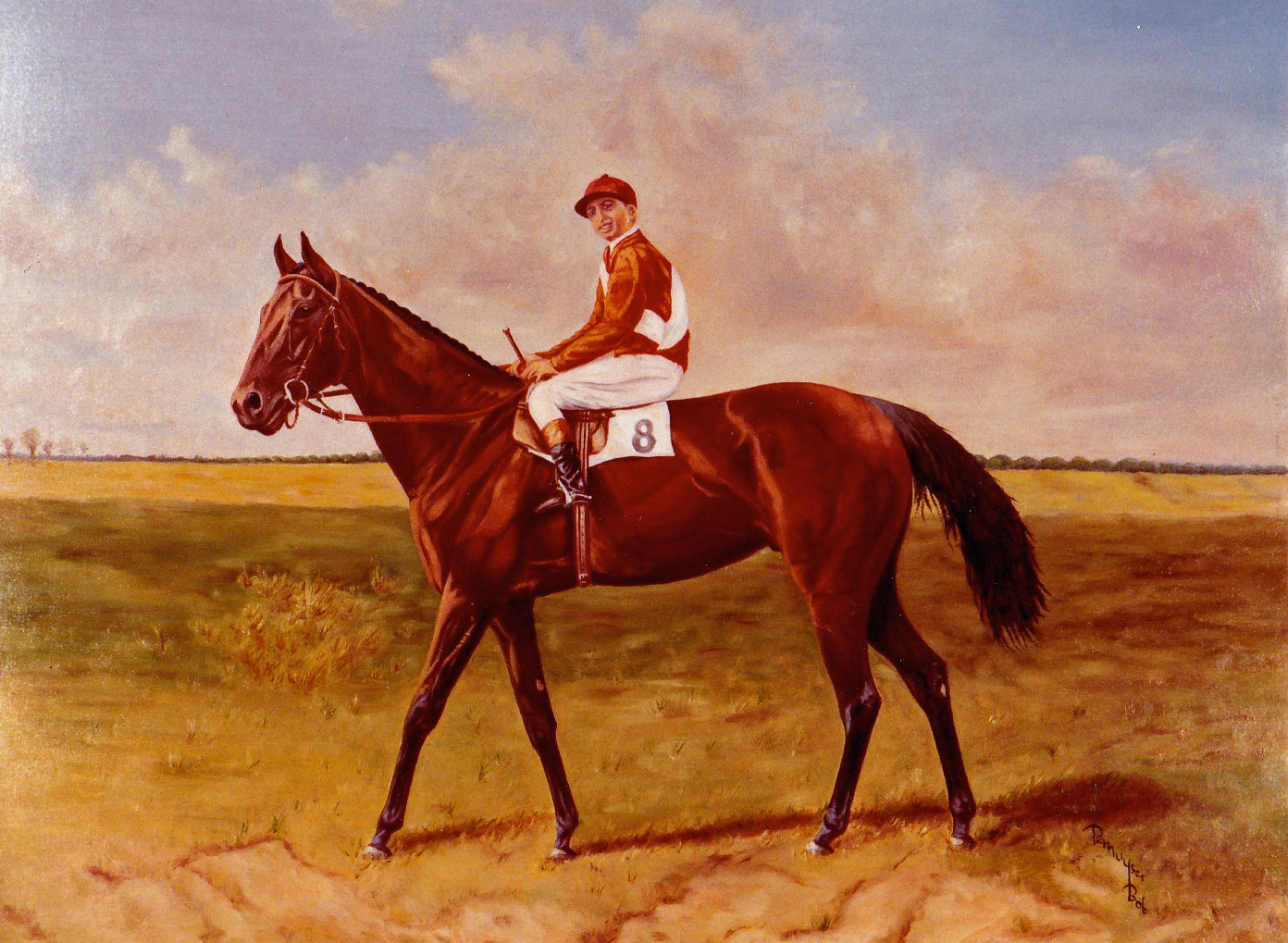
Prince Rose, étalon chef de race, peint par Albert Demuyser (1984).
Illustration pour enfants (aquarelle) stylisant la flore et la faune d'Europe de l'étage alpin au niveau de la mer.